# 이병기 (1891년)
이병기(李秉岐, 1891년 3월 5일∼1968년 11월 29일)는 대한민국의 시조 작가 겸 국문학자이다. 본관은 연안(延安)이고 호는 가람(嘉藍)이며 전라북도 익산에서 출생하였다.

## 생애
한성사범학교를 나와 경성 휘문고등보통학교에서 교편을 잡으면서 많은 시조를 발표하였다. 1926년 시조 부흥을 위해서 동아일보에 《시조란 무엇인가》를 발표한 후부터 현대적 감각을 띤 새로운 시조를 짓기 시작하였다. 1939년 《가람 시조집》을 발간하였으며, 또한 문헌학자로서 숨어 있던 많은 고전을 학계에 소개하였다. 광복 후에는 한민족의 고전 문학을 현대어로 고치는 일에 힘썼으며, 전북대학교 문리대 학장·서울대학교 강사·중앙대학교 교수 등을 지냈다.

### 한국전쟁시 행적
1950년 6월 28일 인민군이 서울대에 진입할 때 '인민군의 서울 입성을 진심으로 환영한다'는 대형 플래카드를 손수 정문에 내걸고 직접 환영을 나갔다는 증언이 있다. 국군의 서울 수복 후 좌익학생과 김삼불, 이명선 등과의 친분으로 곤경에 처하여, 고향 전북으로 낙향해 전주 명륜대, 전북전시연합대, 전북대 교수로 전시를 보냈다. 1950년 10월부터 1954년까지 국방부 정훈국 전사편찬위원회의 위원장으로 근무하였다.

## 학력
- 전라북도 전주보통학교 졸업
- 한성사범학교 졸업

### 명예 박사 학위
- 전북대학교 명예 문학박사

## 저작
- 저서 《국문학 개설》, 《국문학 전서》 등
- 대표작 《초》, 《별》, 《냉이꽃》 등

## 관련 문화재
- 이병기 선생 생가 - 전라북도 기념물 제6호
- 이병기생가의탱자나무 - 전라북도 기념물 제112호

## 같이 보기
- 이은상
- 최명희
- 이병기 시문학상
- 김성칠